# Kouaku
Kouaku es un islote de arena o Motu (en lengua polinesia) en el archipiélago de las Islas Gambier. Estas se halllan rodeadas por un arrecife de coral casi en la totalidad de su extensión, con sólo tres pasos hacia el mar abierto. Pertenece administrativamente a la Polinesia Francesa.
Se halla situada al sur de Tekava y al este de Atumata.
Tiene un kilómetro de longitud, con una elevación promedio de 22 metros sobre el nivel del mar. Se localiza a 1060 kilómetros al sureste del centro aproximado de la Polinesia Francesa y 1656 kilómetros al sureste de la capital, la ciudad de Papeete.